# Adam Bogacz
Adam Bogacz (ur. 15 stycznia 1985 w Mrzeżynie) – polski piłkarz, piłkarz plażowy, reprezentant w piłce nożnej plażowej. Na trawie reprezentuje Stal Szczecin. Na piasku gra w Boce Gdańsk. Uczestnik Euro Winners Cup w sezonach 2016–2019.

## Osiągnięcia
- Mistrzostwo Polski – 2015, 2016
- vice-mistrzostwo Polski – 2008, 2009, 2017, 2018
- III miejsce Mistrzostw Polski - 2013
- Superpuchar Polski – 2015
- udział w Euro Winners Cup – 2016, 2017, 2018, 2019